# Zhuhai 1000 km

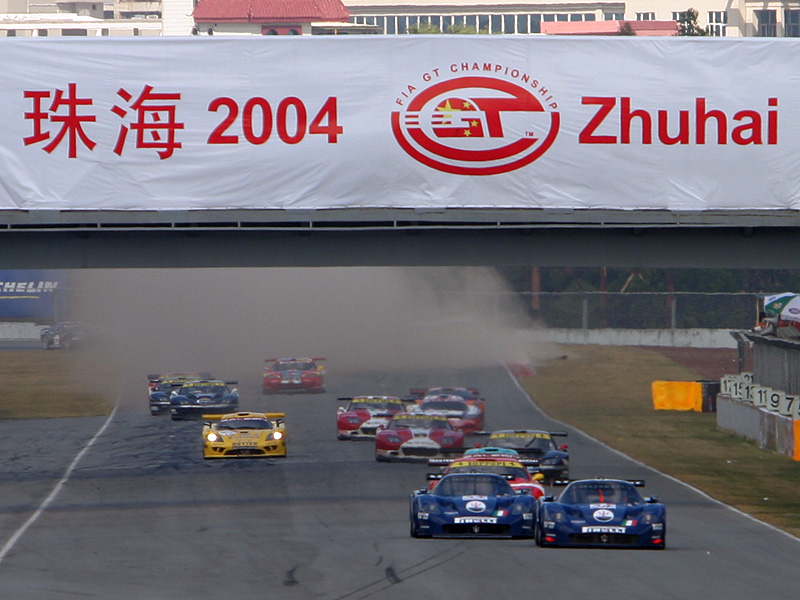
FIA GT 2004.

Zhuhai International Circuit.

Zhuhai 1000 km är en långdistanstävling för sportvagnar som körs på Zhuhai International Circuit i Zhuhai, Guangdong i Kina.

## Historia
Mellan 1994 och 2007 hölls kortare tävlingar för GT-vagnar i Zhuhai. De två första åren kördes loppet inne på stadens gator men därefter har loppet hållits på racerbanan Zhuhai International Circuit.
Sedan 2010 ingår loppet i Intercontinental Le Mans Cup.

## Vinnare
| År        | Förare                                        | Bil                         | Distans        | Mästerskap                   |                |
| --------- | --------------------------------------------- | --------------------------- | -------------- | ---------------------------- | -------------- |
| 1994      | Bob Wollek Jean-Pierre Jarier Jacques Laffite | Porsche 911 Turbo S LM      | 3 timmar       | BPR Global GT Series         |                |
| 1995      | Andy Wallace Olivier Grouillard               | McLaren F1 GTR              | 3 timmar       | BPR Global GT Series         |                |
| 1996      | Emmanuel Collard Ralf Kelleners               | Porsche 911 GT1             | 4 timmar       | BPR Global GT Series         |                |
| 1997      | John Greasley Geoff Lister Magnus Wallinder   | Porsche 911 GT1             | 3 timmar       |                              |                |
| 1998      | Ingen tävling                                 | Ingen tävling               | Ingen tävling  | Ingen tävling                | Ingen tävling  |
| 1999      | Karl Wendlinger Olivier Beretta               | Chrysler Viper GTS-R        | 3 timmar       | FIA GT Championship          |                |
| 2000-2003 | Inga tävlingar                                | Inga tävlingar              | Inga tävlingar | Inga tävlingar               | Inga tävlingar |
| 2004      | Mika Salo Andrea Bertolini                    | Maserati MC12               | 3 timmar       | FIA GT Championship          |                |
| 2005      | Anthony Kumpen Bert Longin Mike Hezemans      | Chevrolet Corvette C5-R     | 3 timmar       | FIA GT Championship          |                |
| 2006      | Ingen tävling                                 | Ingen tävling               | Ingen tävling  | Ingen tävling                | Ingen tävling  |
| 2007      | Christophe Bouchut Stefan Mücke               | Lamborghini Murciélago R-GT | 3 timmar       | FIA GT Championship          |                |
| 2008-2009 | Inga tävlingar                                | Inga tävlingar              | Inga tävlingar | Inga tävlingar               | Inga tävlingar |
| 2010      | Franck Montagny Stéphane Sarrazin             | Peugeot 908 HDi FAP         | 1000 km        | Intercontinental Le Mans Cup |                |
| 2011      | Sébastien Bourdais Anthony Davidson           | Peugeot 908                 | 6 timmar       | Intercontinental Le Mans Cup |                |
| 2012      | Ingen tävling                                 | Ingen tävling               | Ingen tävling  | Ingen tävling                | Ingen tävling  |
| 2013      | David Cheng Ho-Pin Tung Shaun Thong           | Morgan LMP2-Judd            | 3 timmar       | Asian Le Mans Series         |                |